# Alan Skidmore
Alan Richard James Skidmore (født 21. april 1942 i London, England) er en engelsk saxofonist, fløjtenist, og komponist.
Skidmore begyndte tidligt at spille saxofon professionelt med komikeren Tony Hancock. I 1960´erne spillede han på BBC Radio, hvor han bla. spillede sammen med musikere som feks. Alexis Korner, John Mayall og Ronnie Scott. Han har spillet i grupper med musikere såsom Tony Oxley, John Taylor og Kenny Wheeler. Skidmore har også spillet med Elvin Jones, Mose Allison, Brian Bennett, Kate Bush, Elton Dean, Georgie Fame, Weather Report, Mike Gibbs, John Surman, George Gruntz, Van Morrison, Stan Tracey og Charlie Watts etc. Han var en meget efterspurgt og eftertragtet sessionmusiker i England, specielt i 1960'erne og 1970'erne. Skidmore har også indspillet plader i eget navn med egne grupper gennem tiden. Han har også vundet flere musikpriser på feks. Montreaux Jazzfestival i 1970'erne. Skidmore er søn af saxofonisten Jimmy Skidmore.

## Udvalgt diskografi
- Once upon a Time (1969)
- TCB (1970)
- Saxophone Song (1975)
- SOS (1975)
- El Skid (1977)
- SOH (1979)
- Hyldest til Trane (1988)
- East to West (1989-1992)
- After the Rain (1998) - med strygeorkester
- The Call (1999)
- Ubizo (2002)
- SOH live in London (2007)
- Jazz live (2012)

## Som Sideman
- Change of Direction (1967) - med Brian Bennett
- "Canvas" / "Slippery Jim de Grice" (1967) - med Brian Bennett single
- Jazz in Britain 68-69 (1968-1969) - med Tony Oxley og John Surman
- European Jazz Quintet - Live på Moers Jazzfestival (1977)
- European Jazz Quintet (1978)
- European Jazz Quintet lll (1982)